# Francis Buchholz
Francis Buchholz (Hannover, 19 febbraio 1954) è un bassista tedesco.
È un musicista hard rock ed heavy metal, noto per essere stato membro degli Scorpions.

## Biografia
Francis esordì come bassista all'età di 15 anni in una band scolastica, dove ebbe la possibilità di suonare vari generi come il rock, il blues e il jazz.
Terminati gli studi, Francis Buchholz fondò un gruppo, i Dawn Road, per poi entrare nei neo fondati Scorpions nel 1973, con cui guadagnò prestigio in USA, Canada, Giappone, Brasile, Messico e Europa.
Francis Buchholz vinse più di 50 dischi d'oro e platino, ma nel 1992 lasciò gli Scorpions.
Scrisse il libro "Bass Magic" e nel 2005 tornò ad esibirsi in live unendosi al tour del chitarrista Uli Jon Roth, ex Dawn Road e Scorpions.

## Discografia
- 1974 - Fly to the Rainbow
- 1975 - In Trance
- 1976 - Virgin Killer
- 1977 - Taken by Force
- 1978 - Tokyo Tapes
- 1979 - Lovedrive
- 1980 - Animal Magnetism
- 1982 - Blackout
- 1984 - Love at First Sting
- 1985 - World Wide Live
- 1988 - Savage Amusement
- 1990 - Crazy World